# Charles de Brouckère
Charles Marie Joseph Ghislain de Brouckère, född 1796 och död 20 april 1860 var en belgisk politiker.
de Brouckère var ursprungligen artilleriofficer, och spelade en betydande roll under den belgiska revolutionen 1830. Han blev medlem av nationalkongressen och finansminister 1831, inrikes och senare krigsminister i Leopold I:s första ministär (1831-32). Brouckère var myntdirektör 1832-1845 och blev 1848 medlem av deputeradekammaren, där han bekämpade de klerikala.
Charles de Brouckère var bror till premiärminister Henri de Brouckère.